# 恋愛戦線異常なし
『恋愛戦線異常なし』（れんあいせんせんいじょうなし）は、1930年に日本で公開されたサイレント映画。東亜キネマ製作。

## スタッフ
- 監督：井出錦之助
- 脚本：佃血秋
- 原作：陣出達男
- 撮影：柾木四平

## キャスト
- 青木繁
- 高木十九子
- 山田直
- 沢村高子